# 프랜시스 가이넌
프랜시스 가이넌(영어: Francis Guinan, 1951년 11월 17일 ~ )은 미국의 배우이다.

## 방송
- 킬링 케네디

## 영화
- 보스 (2011년) - 맥콜 퀄린 역
- 타이핑 (2010년)
- 라스트 에어벤더 (2010년)
- 더 비스트 (2009년)
- 콘스탄틴 (2005년) - 가렛 신부 역
- 페스 투 워 (2002년)
- 한니발 (2001년)
- 아메리칸 트레져디 (2000년)
- 랜스키 (1999년)
- 귀네비어 (1999년) - 앨런 슬론 역
- 조지 웰러스 (1997년)
- 스피드 2 (1997년) - 루퍼트 역
- 마그마 탐험대 (1993년)
- 죽음의 죄 (1992년)
- 사랑의 용기 (1992년) - 앤드류 역
- 마샬의 환상모험 (1991년) - 에드가 텔러 역
- 전격 Z작전 2000 (1991년)
- 불멸의 록 허드슨 (1990년)
- 악령의 관 (1988년)